# Робер Гискар
Робер дьо Отвил, наричан и Гискар (на френски: Robert de Hauteville, Robert Guiscard, на латински: Robertus Guiscardus o Viscardus, където второто име означава „Лукавият“, „Хитрият“, „Лисицата“) е нормански благородник от клана Отвили, придобил значителни феодални владения, побеждавайки ломбардите и сарацините в Южна Италия. След смъртта на брат си Онфре Апулийски е провъзгласен от папа Никола II за граф на Апулия, Калабрия и Сицилия, а по-късно е удостоен и с титлата херцог. След смъртта му неговите владения са обединени с тези на брат му Роже в Сицилианско кралство.
Взима дейно участие в конфликта за инвеститурата между папа Григорий VII и императора на Свещената римска империя Хенрих IV.

## Ранни години
Робер е шести син на Танкред дьо Отвил, втори от втората му съпруга. Позицията му спрямо наследството на Отвил е далеч от тази на фаворит, поради което той рано напуска Северна Нормандия в търсене на късмета си. Източниците подчертават, че Робер напуска родината си следван от само пет конни рицари и тридесет пехотинци.

## В художествената литература
Робер Гискар е споменат в „Божествена комедия“ на Данте Алигиери, където поетът си представя, че среща неговия дух в компанията на други известни рицари.